# Provincia di Samar Settentrionale
Samar Settentrionale è una provincia delle Filippine nella regione di Visayas Orientale. Il suo capoluogo è Catarman.

## Storia
Con il Republic Act No. 4221 del 19 giugno 1965 l'isola di Samar venne divisa in 3 province: Samar Settentrionale, Samar Orientale e Samar Occidentale (oggi Samar).

## Geografia fisica
Il Samar Settentrionale occupa la parte nord dell'isola di Samar, confina a sud con la provincia di Samar ad ovest e con Samar Orientale ad est. La lunga linea di costa di questa provincia va dal mare di Samar ad ovest, all'Oceano Pacifico a nord ed est, attraverso lo stretto di San Bernardino che separa quest'isola dalla penisola di Bicol.
Il territorio è in prevalenza collinare, con aree pianeggianti nelle zone costiere e nelle valli dei numerosi corsi d'acqua che nascono nella parte meridionale e più interna.
Diverse anche le isole minori, tra le quali spiccano nel mare di Samar, San Antonio e Capul, dove si parla una lingua particolare, l'inabaknon.

## Geografia antropica

### Suddivisioni amministrative
La provincia del Samar Settentrionale è divisa in 24 municipalità:
| - Allen - Biri - Bobon - Capul - Catarman - Catubig - Gamay - Laoang - Lapinig - Las Navas - Lavezares - Lope de Vega | - Mapanas - Mondragon - Palapag - Pambujan - Rosario - San Antonio - San Isidro - San Jose - San Roque - San Vicente - Silvino Lobos - Victoria |